# ソフィア空港
ソフィア空港（ブルガリア語: Летище Софияレティシュテ・ソフィヤ）は、ブルガリアの首都ソフィア東部にある主要空港である。一般にヴラジデブナ空港（ブルガリア語: Летище Враждебнаレティシュテ・ヴラジュデブナ）としても知られる。空港コードはSOF/LBSF。空港は2002年に破産したバルカン・ブルガリア航空の後継であるブルガリア航空とヘムス航空のハブ空港である。
1930年代に当時まだ比較的小規模だった首都郊外に建設されたソフィア空港は、今日では既に航空交通量を適切に処理できていない。その上、困ったことに拡大を続ける都市の工業地区と住宅地のただ中に位置している。ソフィア市街から70キロメートル程離れた場所に建設する計画も含めて様々な計画を数年にわたって検討した結果、現存する空港を拡張することで合意に至った。

## 空港再建
再建計画によれば、新設されるソフィア空港の空港ターミナルビルは現在のターミナルの東側に建設され、また2番目の滑走路 (3800m) が既存の滑走路と平行してに建設されることになっている。滑走路の東側は南北に流れるイスカル川をはさんで農地となっている。既存の滑走路も新設される滑走路同様、川に橋を架けて約1.4倍に延長する計画だ。
計画の総経費は2億ユーロと見積もられている。1997年から98年の間に以下の銀行、基金から資金の融資を受けている。欧州投資銀行（6千万ユーロ）、アラブ経済開発クウェート基金（1230万クウェート・ディナール、約4150万ユーロに相当）、そしてヨーロッパ連合によるポーランド・ハンガリー経済復興援助プログラム（Phareプログラム、760万ユーロ）である。2000年8月にヨーロッパ連合の投資機関の一つである運輸・環境政策分野における投資援助 (ISPA) は、この計画に5000万ユーロの資金を割り当てることを決定。同年12月に投資規約が署名された。
建設作業は2区画に分かれる。一方は新しいターミナルとそれを囲むインフラ設備の建設、もう一方は新しい滑走路の建設である。前者はオーストリアの建築会社ストラバグ社のドイツ支社に割り当てられ、後者はクウェートの企業であるモハメド・アブドゥルモフセン・アフカラフィ＆サンズ建設会社と、アラブ首長国連邦を拠点とするアドマック・ゼネラル請負会社の合弁企業が勝ち取った。

### ターミナル建設の遅滞
新ターミナルは当初、1億1220万ユーロの総予算で2004年12月15日に完成を迎えるはずであった。しかし建設工事が始まった直後、オランダ空港コンサルタント社 (NACO B.V.) が実施した地質学調査にストラバグ社が異議を唱え、また計画になかった工事に対して追加資金を要求し始めたために工事が滞ったのである。遅れは10カ月に達した。ブルガリア政府がストラバグ社への支払いに480万ユーロを上乗せして修正することで合意し、工事は再開された。完成予定日は2005年8月31日まで繰り延べとなった。
ストラバグ社は2004年に鋼材の価格が上昇したため、600万ユーロの予算の追加を要求した。ブルガリア政府運輸大臣はオランダ空港コンサルタント社の調査データから、ストラバグ社の要求を拒否した。2005年5月には建設会社が国際的な仲裁機関に訴訟を申し立てるとして政府に圧力をかけている。
2005年8月に入ってストラバグ社が延長後の8月31日という完成予定日を守ることができないこと、更なる遅延は6～8週間内と見積もられたことが明らかにされた。その後同年11月になって同社は更に完成期限の8ヶ月間の延期を求めた。
2006年2月、およそ500平方メートルに及ぶ釣り天井が落下し、建設作業の質について多くの疑問を残すこととなった。けが人などの報告が無かったにもかかわらず、地方メディアは建設価格と建設期間についての議論に加えて、旅行者の安全についても論じた。

## 航空会社と行き先
ソフィア空港が主に扱う航空会社の一覧。
- エーゲ航空（アテネ空港）

出発ロビー内にある新しい空港の模型

- アエロフロート（モスクワ・シェレメチエヴォ空港）
- アエロスヴィート航空（キエフ空港）
- エールフランス航空（パリ・シャルル・ド・ゴール空港）
- マルタ航空（マルタ空港）
- アリタリア航空（ミラノ・マルペンサ国際空港、ローマ・フィウミチーノ空港）
- オーストリア航空（ウィーン国際空港）
- ブルガリア航空（アリカンテ空港、アムステルダム空港、バルセロナ空港、ベルリン・テーゲル空港、ブリュッセル空港、コペンハーゲン空港、フランクフルト空港、リスボン空港、ロンドン・ガトウィック空港、マドリード空港、マラガ空港、ミラノ・マルペンサ国際空港、パルマ空港、パリ・シャルル・ド・ゴール空港、プラハ空港、セビリャ空港、ストックホルム・アーランダ空港、テル・アビブ空港、チューリッヒ空港）
- ブリティッシュ・エアウェイズ（ロンドン・ヒースロー空港）
- チェコ航空（プラハ空港）
- エル・アル航空（テル・アビブ空港）
- ヘリオス航空（ラルナカ空港）
- ヘムス航空（アテネ空港、ブルガス空港、カイロ空港、ケルン／ボン空港、ハノーファー空港、ライプツィヒ／ハレ空港、シュタットガルト空港、ティラナ空港、トリポリ空港、ヴァルナ空港）
- LOTポーランド航空（ワルシャワ空港）
- ルフトハンザ航空（デュッセルドルフ空港、フランクフルト空港、ミュンヘン空港）
- オリンピック航空（アテネ空港）
- プルコヴォ航空（サンクトペテルブルク空港）
- スカイヨーロッパ航空（ブラティスラバ空港）
- タロム航空（ブカレスト）
- ターキッシュ エアラインズ（イスタンブール空港）
- ヴィアッジオエアー（ウィーン空港）
- ウィズエアー（ブダペスト空港、ロンドン・ルートン空港）

## アクセス
ソフィア地下鉄の駅が開設されており、地下鉄で市内中心部まで行くことができる。